# 劉鑾
刘銮，辽朝雕塑家。
刘銮善于雕塑，燕京四贤祠（供奉乐毅、郭隗、剧辛、邹衍）的塑像都是刘銮所塑，技艺精巧。他家里的佛堂的佛像都是他所手塑，佛堂在大同府城外，后世称之为刘銮寺。京师奇古的像设，人称为刘銮所塑。